# ريتشارد كرايغ
ريتشارد كرايغ هو سياسي كندي، ولد في 26 أغسطس 1877، وتوفي في 16 يوليو 1966. انتخب عضو المجلس التنفيذي لمانيتوبا ‏.